# Sjöelefanter
Sjöelefanter (Mirounga) är ett släkte inom familjen öronlösa sälar med två stora liknande arter. Den nordliga sjöelefanten (Mirounga angustirostris) vid västkusten av Nordamerika och den sydliga sjöelefanten (Mirounga leonina) på öar och kuster runt Antarktis.

## Utseende
Typiskt för sjöelefanter är nosen hos hannen som är väldigt stor och liknar en snabel. Unga hannar har den inte. Först efter åtta år är nosen fullt utvecklad. Under parningstiden blir snabeln större när hannen andas mycket luft.
Hannar är markant större än honor. En hanne är vanligen 4,0 till 6,0 meter lång och en hona bara 2,0 till 3,0 meter. Hannen kan nå en vikt av 3500 kg och en hona maximalt 900 kg. Den maximala storleken är större hos sydlig sjöelefant jämfört med den nordliga arten. Skillnaden är dock liten.

## Levnadsstil
Utanför parningstiden lever sjöelefanter ensamma, men under parningstiden bildar de stora flockar med en hanne per 10 till 20 honor. Mellan hannarna utkämpas häftiga strider och de svaga hannarna måste flytta till flockens kant. Men de försöker alltid att komma tillbaka. Parningen sker ungefär en vecka efter födseln av de unga sälarna. Många ungar dör när de hamnar mellan kämpade hannar.
Som föda tar sjöelefanter fiskar och blötdjur. Därför dyker de vanligen till ett djup av 250 till 700 meter. Det maximala registrerade djupet är 1250 meter för den nordliga arten och 1430 meter för den sydliga arten. Före dykningen sparar sjöelefanten mycket syrgas i sitt blod. Som naturliga fiender har sjöelefanter späckhuggaren och hajar.

## Nordlig sjöelefant
Denna art fanns tidigare utefter hela Nordamerikas västkust från Alaska till Kalifornien. Under 1800-talet utsattes sjöelefanter för hård jakt för deras trans skull. Ett tag trodde man att sälarten var utdöd, men på den mexikanska ön Guadalupe hittade man senare en flock med ungefär hundra djur. Flocken fridlystes, och beståndet ökade. Under 1930-talet etablerade sig en koloni på de kaliforniska Channel Islands. Populationen har nu ökat med omkring 15% och har spridits till Vancouver Island. Nu anses arten inte längre hotad.

## Sydlig sjöelefant
Sydliga sjöelefanter finns huvudsakligen på öar runt Antarktis som Sydgeorgien, Prins Edwardöarna, Kerguelen och Heard- och McDonaldöarna. Utanför parningstiden vandrar några djur till Sydafrikas, Sydamerikas, Australiens eller Nya Zeelands kuster. Sydliga sjöelefanter blev vid 1800-talet också jagade men arten var aldrig så starkt hotad som den Nordliga sjöelefanten. Beståndet uppgår till omkring 750 000 individer, med mer än hälften på Sydgeorgien.

## Galleri

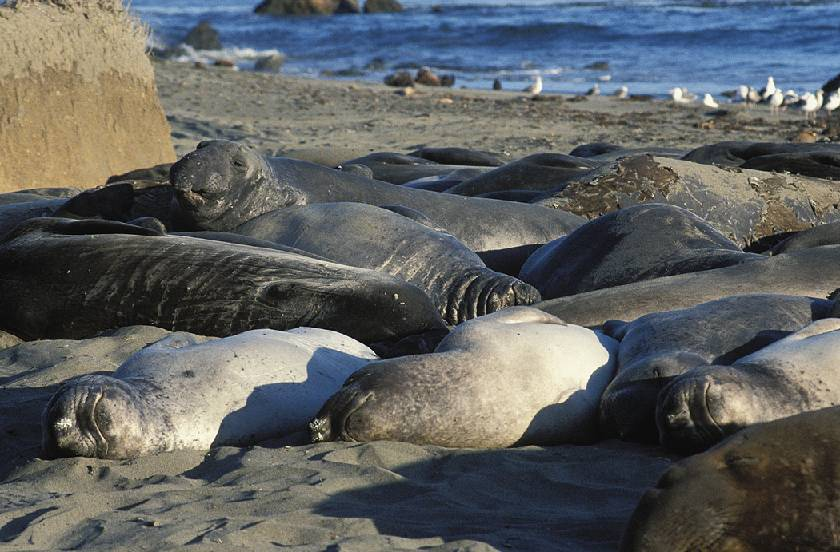
Flock av nordliga sjöelefanter
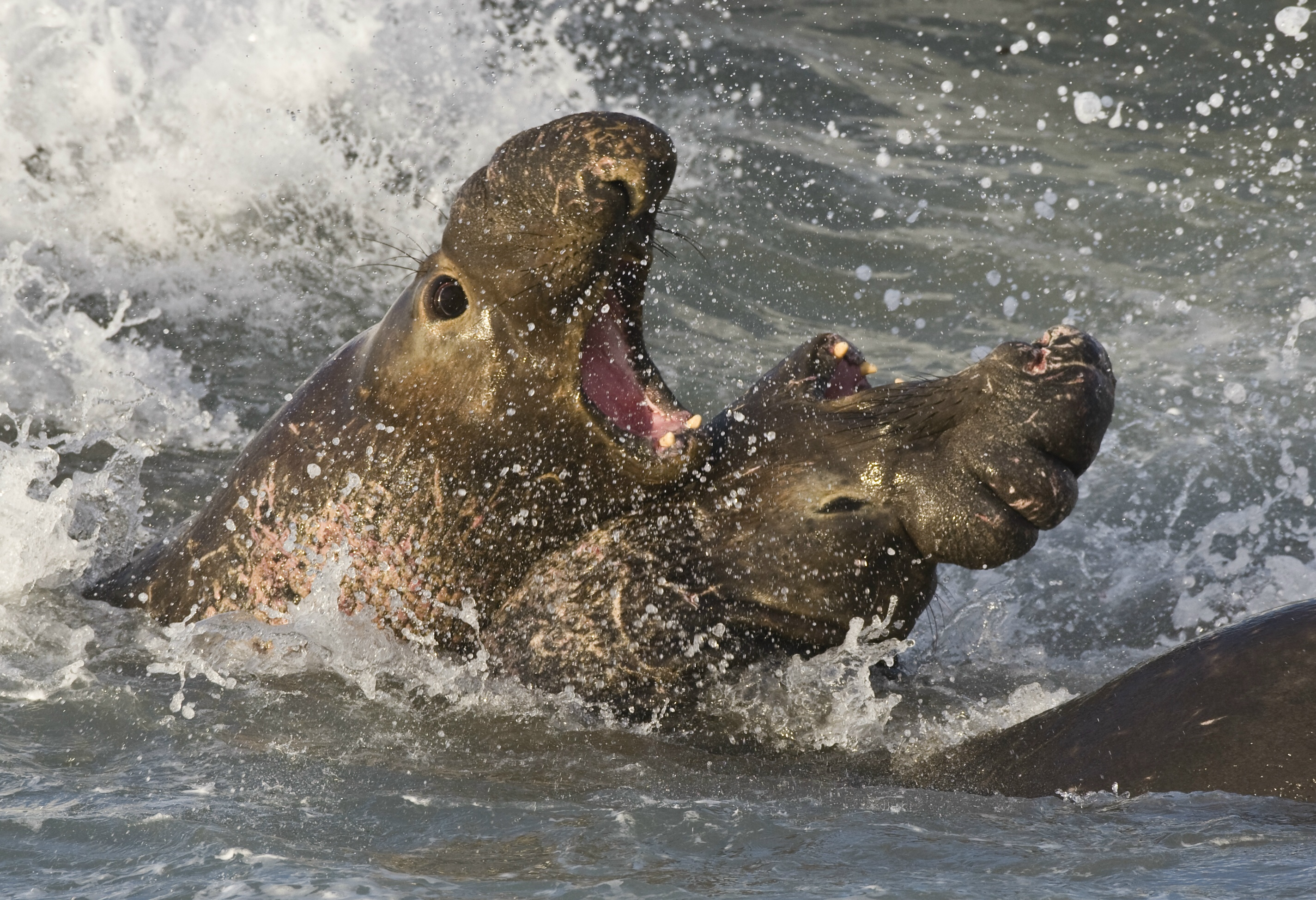
Nordlig sjöelefant, två hannar i strid
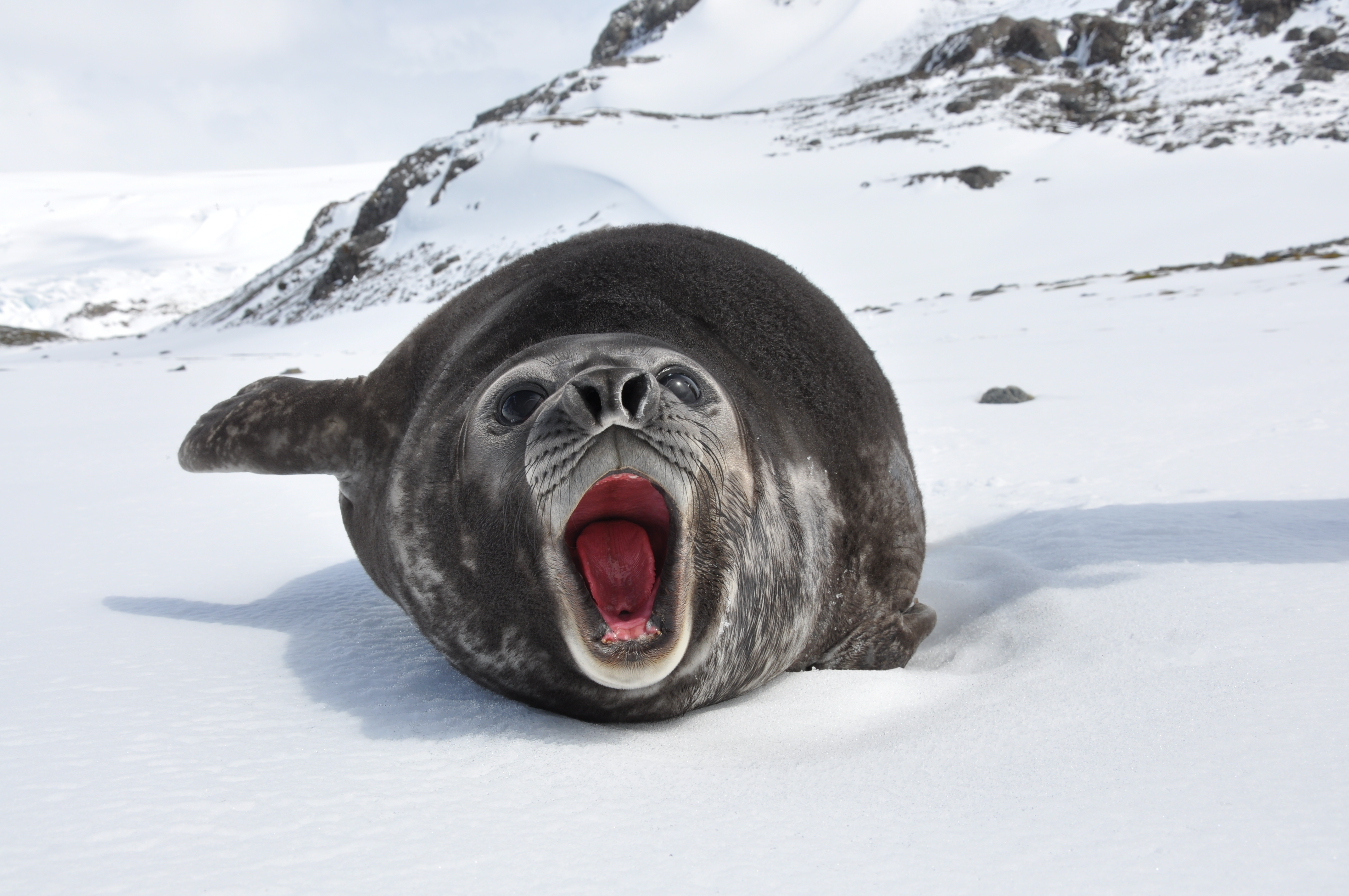
Ungdjur av sydlig sjöelefant